# اورن قلعه
اورن قلعه (به لاتین: Örənqala) یک منطقه مسکونی در جمهوری آذربایجان است که در شهرستان بیلقان واقع شده‌است. اورن قلعه ۱۸۴۰ نفر جمعیت دارد.